# Roberto Mostarda
Roberto Mostarda (Roma, 18 febbraio 1953) è un giornalista italiano.

## Biografia
Il 10 giugno 1976 diviene giornalista professionista. Dal 1976 al 1996 scrive sul quotidiano Il Popolo, dove ha l'incarico di caporedattore. Successivamente viene nominato, nel 1998, direttore giornalistico della rete televisiva Cinquestelle e l'anno successivo viene chiamato al Giornale Radio della Rai, dove è stato uno dei conduttori e una delle voci più note della testata.
Presso la Rai è stato anche conduttore e ideatore di programmi radiofonici tra i quali Notte dei Misteri, Baobab di Notte, La Notte di RadioUno.
È stato direttore responsabile di numerosi periodici, tra i quali le pubblicazioni giornalistiche del Parco nazionale d'Abruzzo, Lazio e Molise e dell'associazione ambientalista Pro Natura.
È stato capo ufficio stampa della Confapi.
È stato presidente della Fondazione Italia USA.
Ha fatto parte del comitato direttivo di diversi organismi giornalistici e sindacali, come il Cdr del Giornale Radio, il Sindacato Cronisti, l'UGAI.
È stato componente del Collegio dei Probiviri dell'Associazione Stampa Romana, ed è stato presidente del Consiglio di Disciplina dell'Ordine dei Giornalisti del Lazio.
È stato condannato in via definitiva dalla Corte di Cassazione nel 2010 ad una multa per omesso controllo in un procedimento relativo ad un falso scoop del periodico a suo tempo da lui diretto, nel quale si sosteneva che l’allora presidente della Regione Luciano Caveri era indagato dalla Procura della Repubblica di Aosta, circostanza poi risultata completamente falsa.